# Héctor Bellerín
Héctor Bellerín (født 19. marts 1995) er en spansk fodboldspiller som spiller for spanske La Liga klub Real Betis. Han har tidligere spillet for FC Barcelona samt på leje hos Watford.

## Klubkarriere
Født i Calella, Catalonien, Spanien startedede Bellerín hans fodboldkarriere for ungdomsholdene i FC Barcelona. Han skiftede til Arsenal i sommeren 2011, og i juli 2013 underskrev Bellerín sin første professionelle kontrakt. Bellerín fik sin debut mod West Bromwich Albion i ligacuppen d. 25 september 2013 hvor han kom ind i det 95' minut. D.22 november skiftede Bellerín Arsenal ud med en lejeaftale med Watford hvor han spillede 8 kampe, Arsenal tilbagekaldte Bellerín i februar 2014.
Med skader på Calum Chambers, Nacho Monreal og Mathieu Debuchy, fik Bellerín sin Champions League-debut i et nederlag mod Borussia Dortmund. Belleríns første mål blev scoret mod Aston Villa i 2015 i en 5-0 sejr.